# Cápsula de café

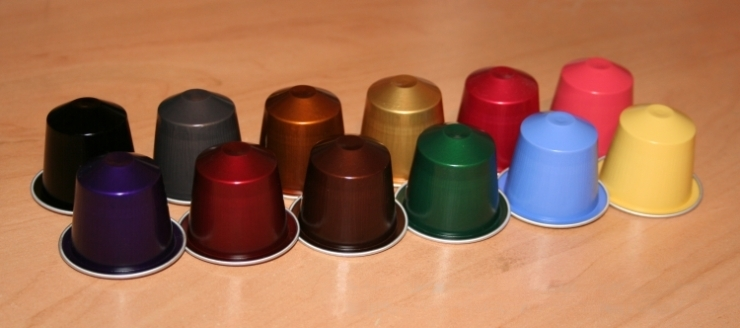
Cápsulas de café.

As cápsulas de café são recipientes normalmente descartáveis e de dose única, feitos de plástico, alumínio ou materiais biodegradáveis, contendo em seu interior café moído e torrado, hermeticamente selado para preservar seu sabor e aroma.
Essas cápsulas são usadas em máquinas de café especialmente desenvolvidas para fazer a extração da bebida, tarefa que realizam por meio da perfuração das cápsulas e posterior injeção de água quente pressurizada, possibilitando a obtenção da bebida em poucos segundos.
Rapidamente, o sistema de armazenamento de café em cápsulas ganhou popularidade em decorrência de sua praticidade, consistência na preparação e variedade de sabores, atendendo às demandas crescentes e cada vez mais exigentes por café de alta qualidade nas residências ou nos ambientes de trabalho.

## Desenvolvimento

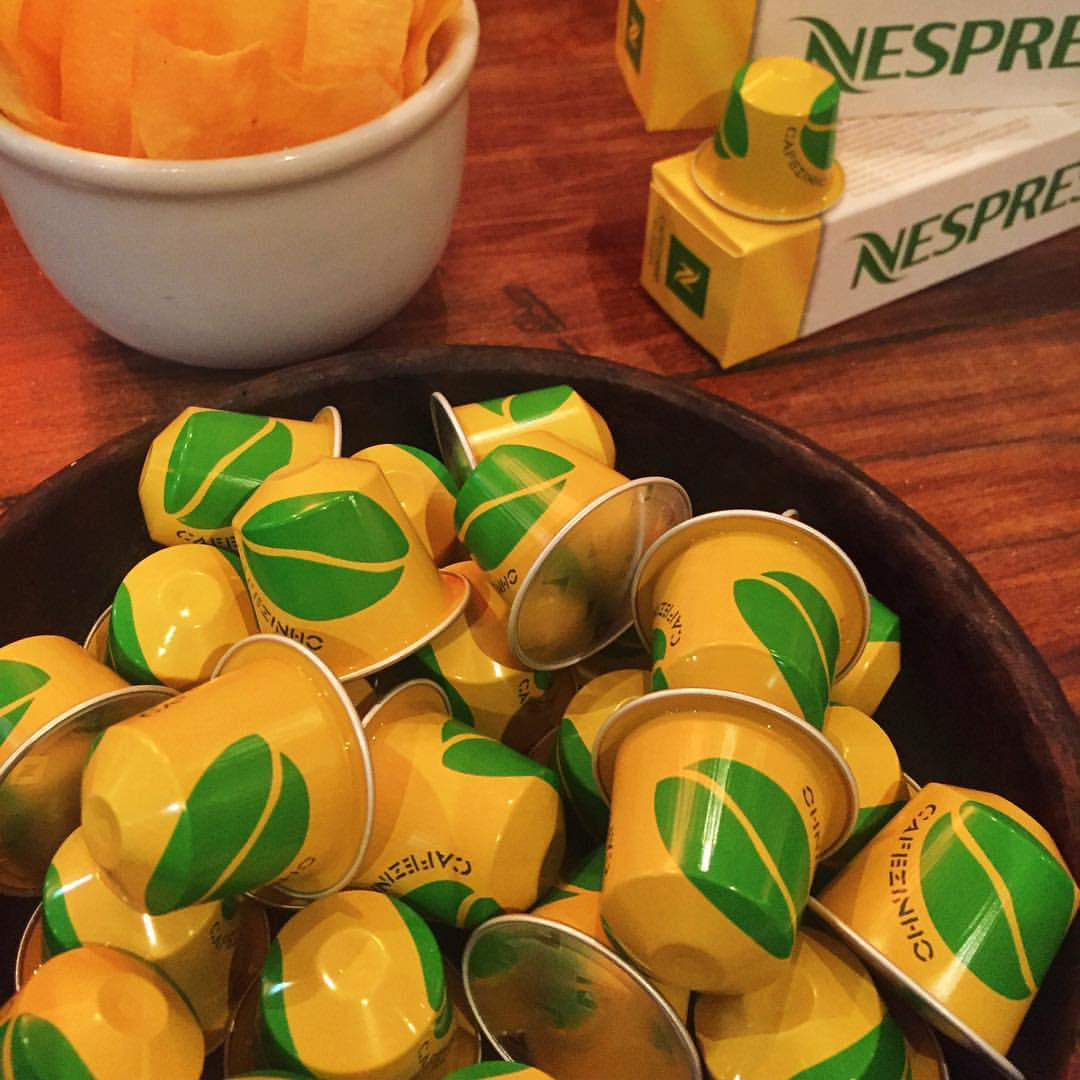
Cápsulas da Nespresso.

O conceito de cápsulas de café surgiu para simplificar a preparação de espresso, tradicionalmente um processo complexo que exigia habilidade e equipamentos profissionais. A história começou na década de 1970, quando Eric Favre, um engenheiro da Nestlé, inspirado pela dificuldade dos baristas italianos em produzir um espresso perfeito, começou a trabalhar para desenvolver uma solução prática. Favre criou um sistema que combinava café moído em doses individuais com uma máquina que usava pressão para extrair a bebida, resultando em uma crema característica.

Outro formato de cápsulas usado pela Nespresso.

Em 1986, a Nestlé patenteou o sistema e lançou a marca Nespresso, inicialmente voltada para utilização em hotéis e escritórios na Suíça e no Japão. No entanto, o mercado corporativo não respondeu como esperado. Em 1988, a Nestlé  reposicionou o produto como um item de luxo para consumidores domésticos, aumentando o preço das cápsulas em 50% e criando o "Clube Nespresso", uma estratégia de marketing para fidelizar os clientes. Essa mudança impulsionou as vendas, especialmente na Europa, durante a década de 1990.
Na década de 2000, o mercado de cápsulas expandiu-se com a entrada de diversos concorrentes. Em 2010, a companhia Sara Lee lançou cápsulas compatíveis com as máquinas Nespresso no mercado francês, vendendo milhões de unidades a preços mais acessíveis.
Atualmente, existem inúmeros sistemas de cápsulas concorrentes, incluindo Caffitaly, Keurig, Delta Q, Dolce Gusto, entre outras, as quais popularizaram ainda mais o formato de comercialização do café encapsulado. 
Notadamente, por questões de patentes industriais, a maioria dos sistemas não apresenta compatibilidade entre si, sendo necessária a adoção de uma máquina de café específica para cada modelo distinto de cápsula, embora informalmente existam acessórios adaptadores entre alguns dos sistemas disponíveis no mercado.

### Evolução

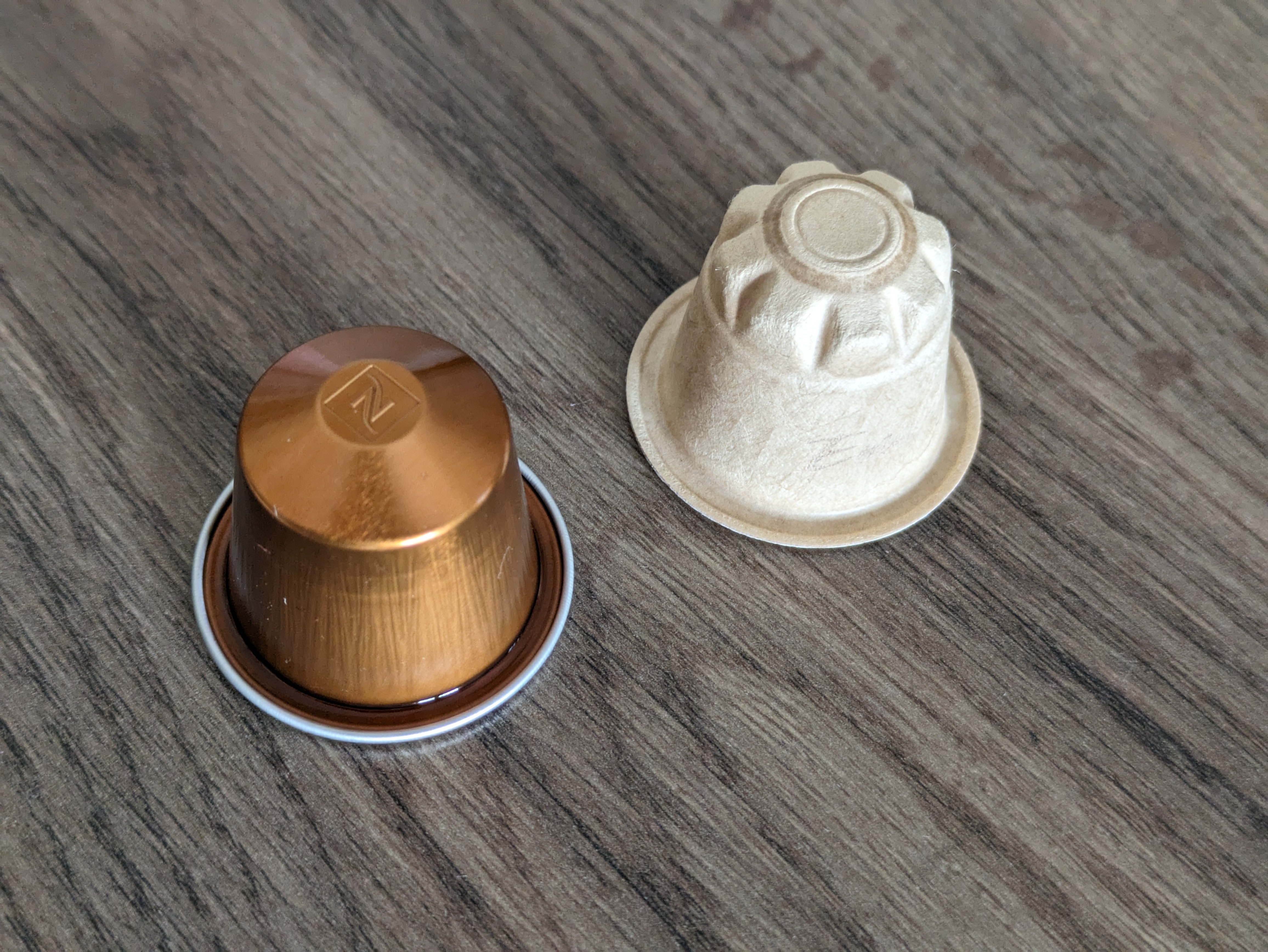
Comparação entre cápsulas Nespresso feitas em alumínio e em papel.

A evolução das cápsulas de café foi impulsionada por avanços tecnológicos e mudanças nas demandas dos consumidores. Inicialmente, as cápsulas eram feitas de alumínio, material escolhido pela Nespresso por sua capacidade de preservar o frescor do café. Com o tempo, o plástico tornou-se uma alternativa mais barata, embora menos reciclável. A partir dos anos 2010, a sustentabilidade tornou-se uma prioridade devido à preocupação com o descarte de resíduos. Marcas como Nespresso e Keurig implementaram programas de reciclagem, enquanto outras empresas desenvolveram cápsulas biodegradáveis com base em cana-de-açúcar ou biopolímeros. Em 2022, após um investimento de 300 milhões de reais na fábrica de Montes Claros, Minas Gerais, a Nespresso efetuou testes no Brasil envolvendo a adoção de cápsulas de papel.
Além disso, a tecnologia de fabricação evoluiu para melhorar a consistência do sabor, com cápsulas projetadas para otimizar a extração e oferecer uma gama mais ampla de blends, incluindo cafés gourmets e de origem única. Devido à otimização da tecnologia de produção, atualmente são fabricadas em média 39 mil cápsulas de café a cada minuto, considerando a soma da produção de todas as fábricas existentes no mundo.

## Reciclagem de cápsulas

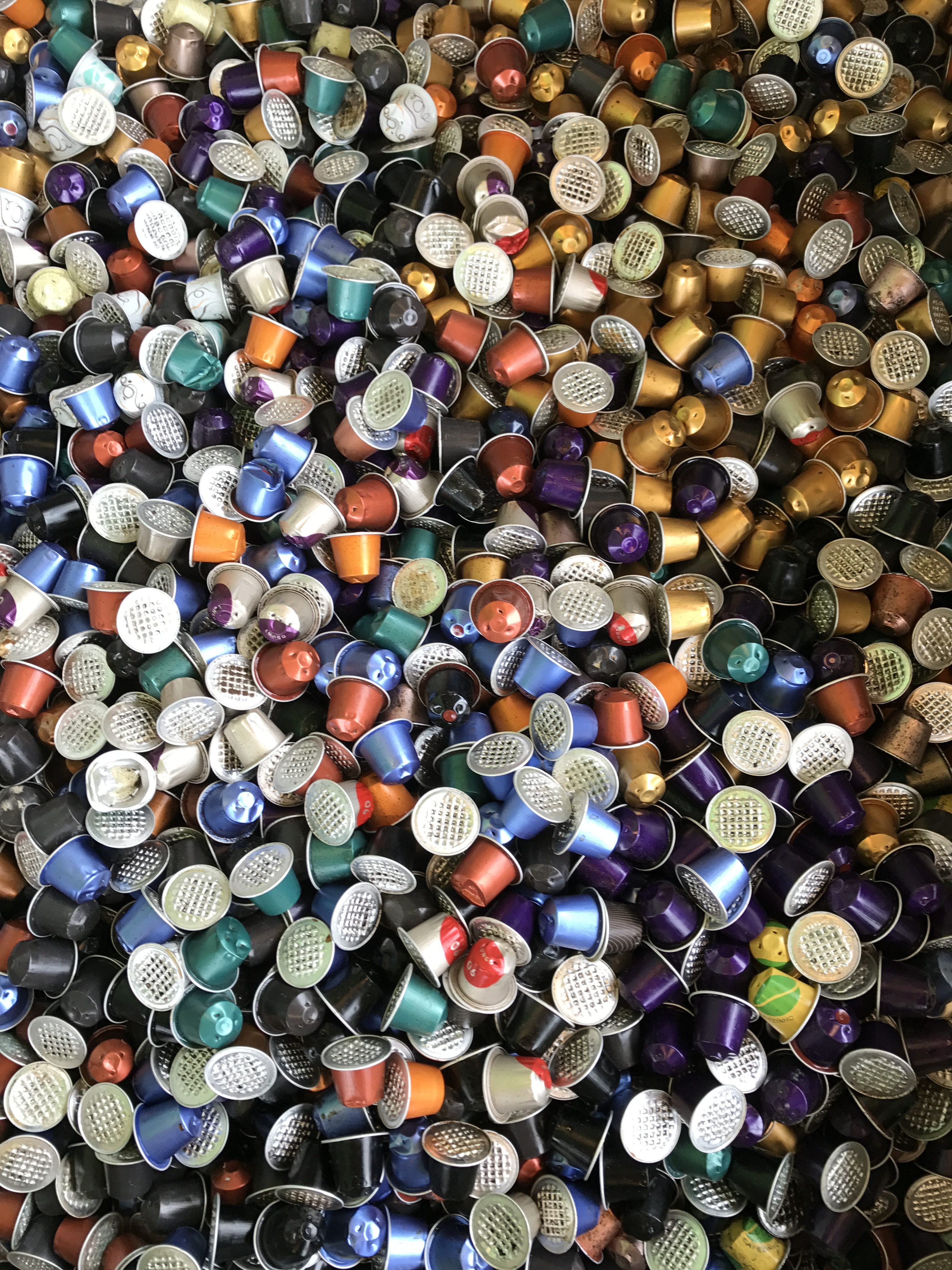
Cápsulas de café em alumínio, recolhidas para reciclagem.

A reciclagem de cápsulas de café tornou-se uma prioridade devido ao impacto ambiental do descarte de plástico e alumínio. Estima-se que bilhões de cápsulas sejam descartadas anualmente, com muitas indo para aterros sanitários. O alumínio, usado por marcas como Nespresso, é altamente reciclável, mas exige coleta seletiva e processamento especializado para separar o café moído do material metálico. A Nespresso, por exemplo, opera programas de reciclagem em mais de 40 países, com pontos de coleta em lojas e parcerias com serviços postais. No Brasil, desde 2008, a empresa reciclou cerca de 28% das cápsulas Nespresso vendidas até 2023, transformando o alumínio em novos produtos, como canetas e bicicletas, e o café residual em composto orgânico.

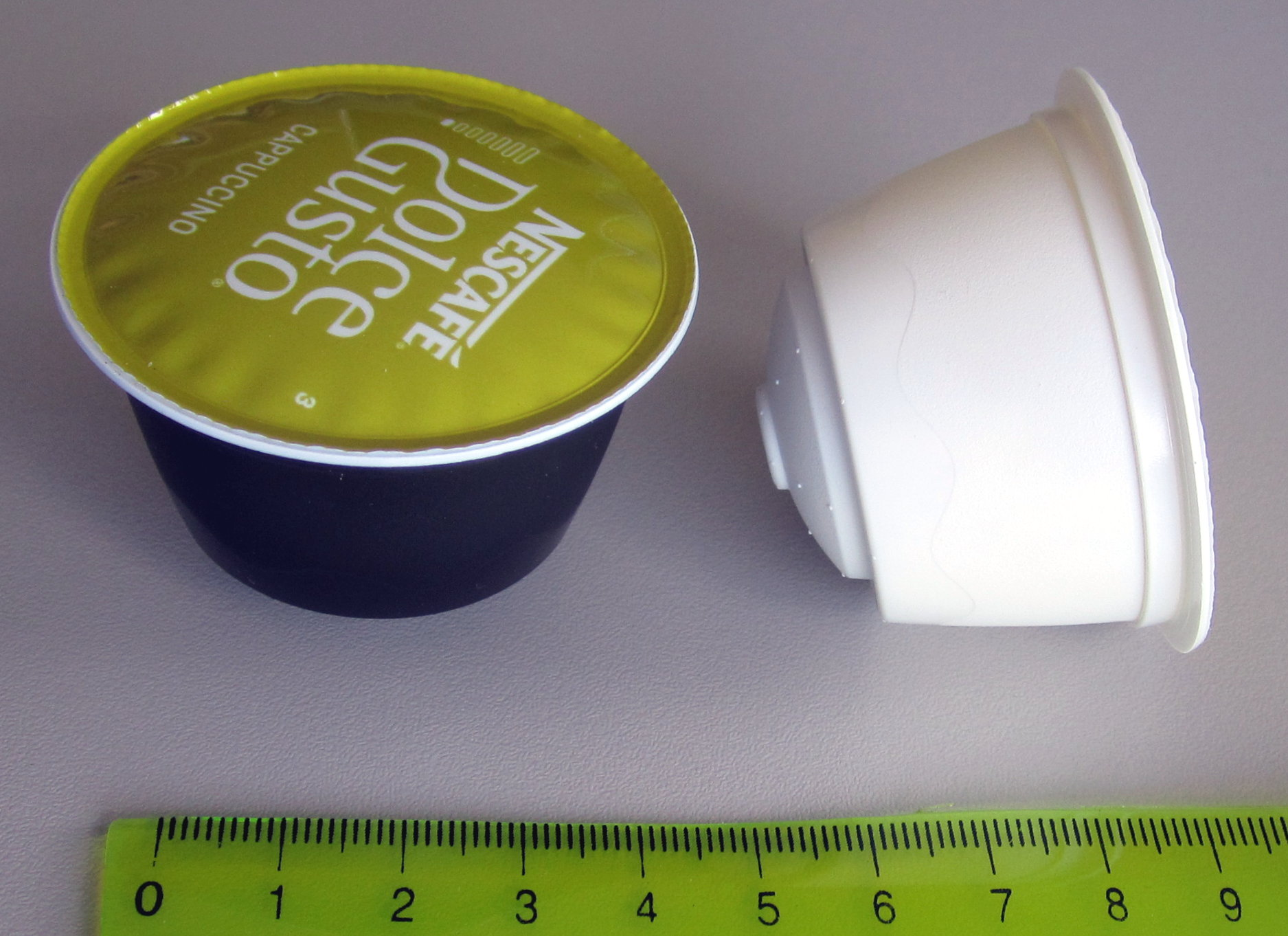
Cápsulas de plástico do sistema Dolce Gusto.

Cápsulas de plástico, comuns em marcas como Dolce Gusto e Keurig, enfrentam desafios maiores, pois muitos plásticos não são aceitos em sistemas de reciclagem convencionais devido à mistura de materiais. Para abordar isso, empresas como a TerraCycle oferecem programas de reciclagem gratuitos em alguns países, enquanto outras marcas desenvolveram cápsulas compostáveis que se decompõem em até seis meses. Apesar desses avanços, a reciclagem permanece limitada pela falta de infraestrutura global e pela baixa adesão dos consumidores, com apenas cerca de 20-30% das cápsulas sendo recicladas mundialmente.

## Vantagens e desvantagens

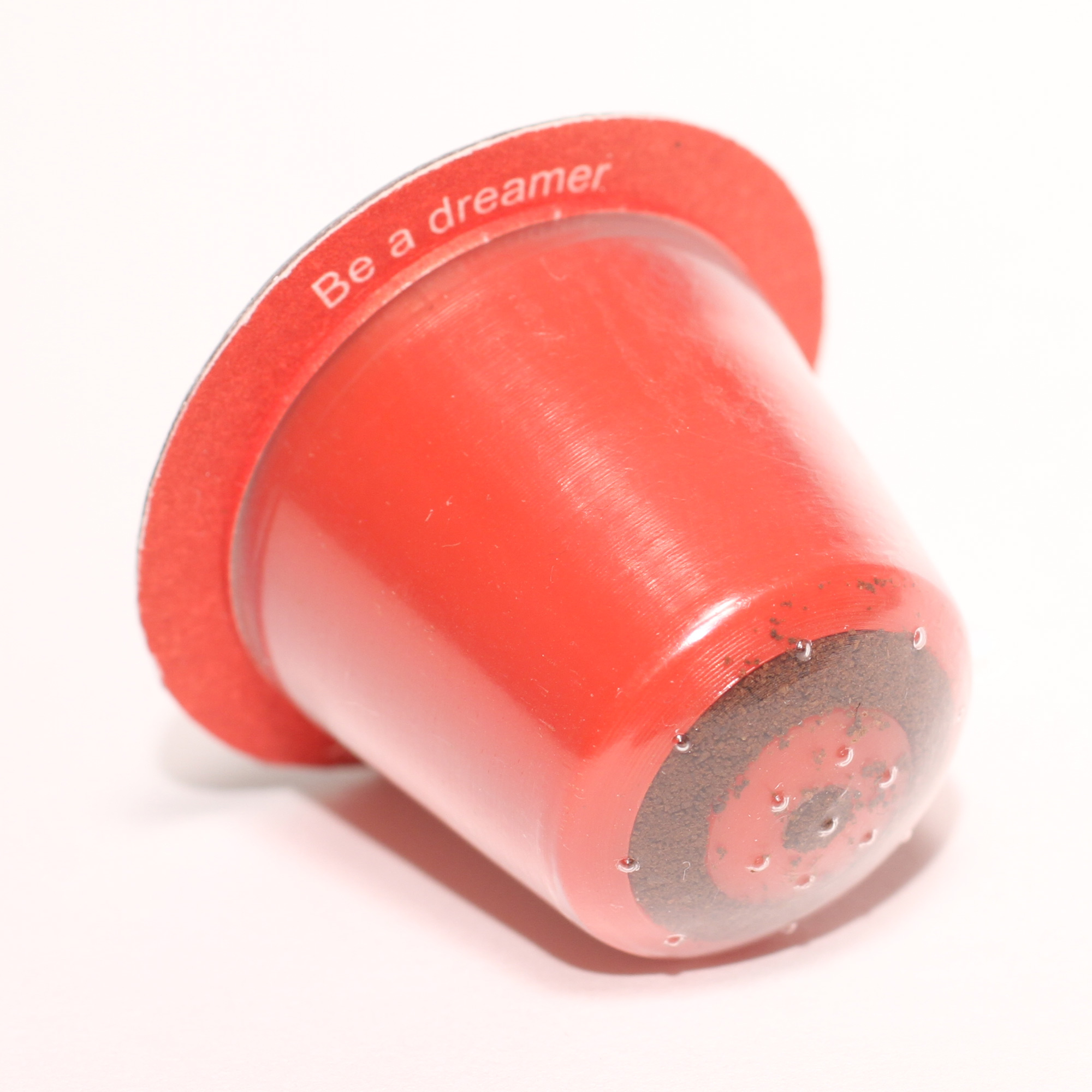
Uma capsula de café perfurada após o uso.

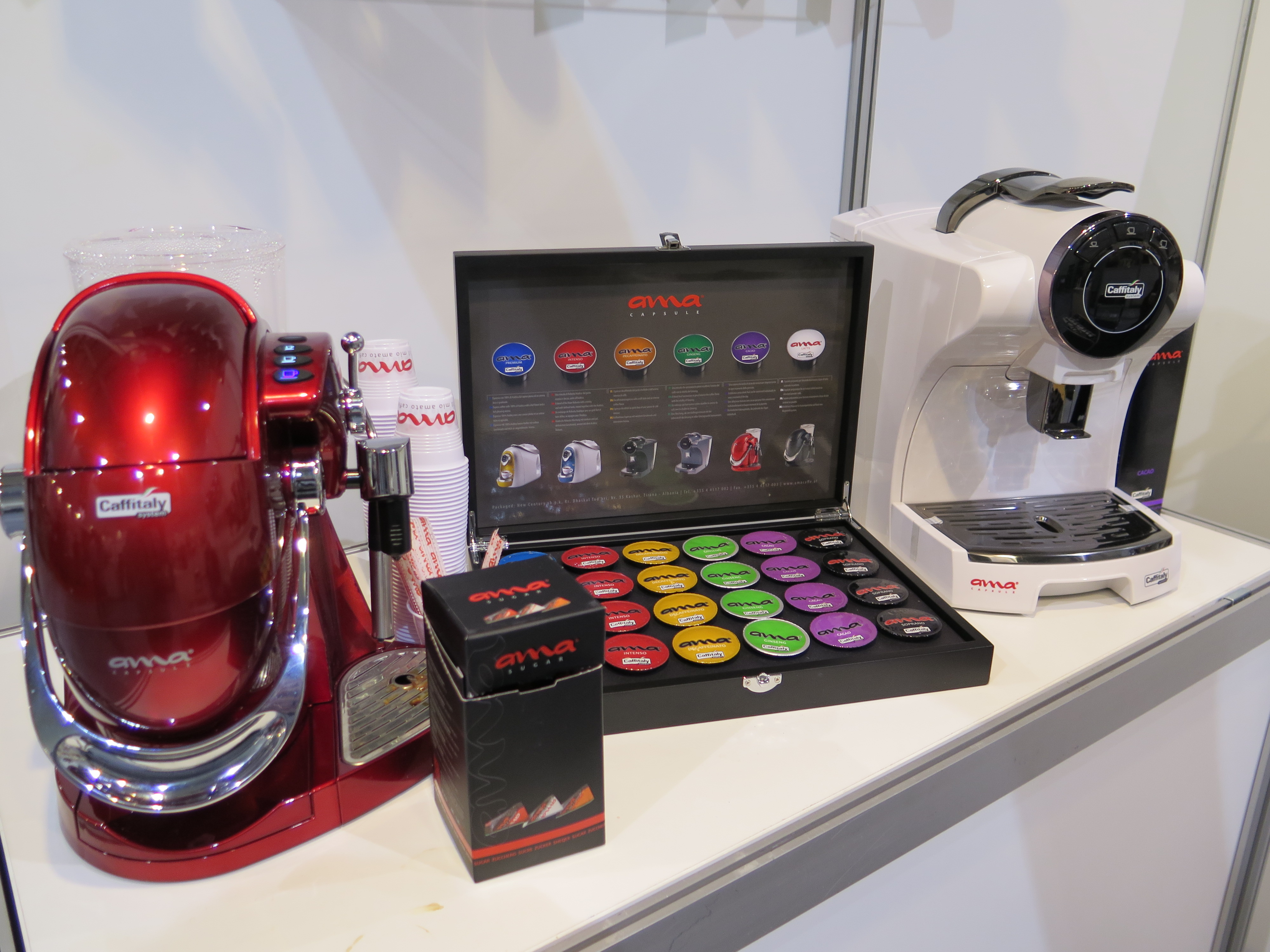
Cafeteiras e máquinas do sistema Caffitaly em ponto de venda.

As cápsulas de café oferecem uma experiência única ao consumidor, equilibrando conveniência com a qualidade de um café de sabor próximo ao de um espresso produzido por baristas profissionais. No entanto, seu uso também levanta questões sobre custo, sustentabilidade e preferências individuais, impactando a decisão de compra. Na sequência, encontram-se listados os principais benefícios e limitações da utilização de café em cápsula em relação à versão mais tradicional da bebida.

### Vantagens
- Praticidade: O preparo é rápido, com um simples clique, ideal para usuários que tenham pouco tempo disponível.
- Consistência: Cada cápsula contém a quantidade exata de café para o preparo pretendido, garantindo padrão na extração.
- Variedade: Há opções de sabores, intensidades e a possibilidade de elaboração de bebidas mais elaboradas, como cappuccino e mocaccino.
- Higiene: O café não entra em contato direto com a máquina, facilitando a limpeza.
- Frescor: A selagem hermética evita oxidação, preservando aroma e sabor.

### Desvantagens
- Custo: As cápsulas são mais caras que o café moído tradicional.
- Impacto ambiental: Cápsulas de plástico e alumínio geram resíduos ambientalmente bem significativos, com um baixo percentual do alumínio sendo reciclado.
- Compatibilidade: As cápsulas só funcionam em máquinas específicas, limitando as possibilidades de escolhas entre diferentes marcas de café.
- Apego à tradição: Apesar de recentes avanços, alguns consumidores ainda preferem o ritual e sabor do café preparado manualmente.